# Санту-Антан
Санту-Антан (порт. Santo Antão, св. Антоний) — второй по величине остров Кабо-Верде.
Протяжённость острова — около 43 км в длину, 24 км в ширину. Площадь — 779 км². Население — 47 124 человека. Крупнейший город — Рибейра-Гранди.

## География
С северо-востока на юго-запад острова тянется горная цепь, которая оканчивается потухшим вулканом Короа (порт. Topo de Coroa) высотой 1979 м. Венчают горную цепь ещё два пика — Пику-да-Круш (порт. Pico da Cruz, «вершина креста»), 1814 м, на северо-востоке и Гуиду-ду-Кавалейру (порт. Guido do Cavaleiro), 1811 м, на юго-востоке. Горная цепь привлекает к себе путешественников, художников, фотографов и всех любителей экзотики. Подтверждением вулканического прошлого острова является хорошо сохранившийся кратер Кова (порт. Cova, «гнездо»).
Из-за эрозии по острову проходят глубокие потоки, а пики и вершины гор острые.
Самая северная точка острова — мыс Сол, на востоке остров венчает мыс Тумба, на юге — мыс Песа и западная оконечность — мыс Шан-де-Манграде. Остров обладает очень живописной береговой линией, часть которой стёрта ветрами и волнами, однако встречаются замечательные пляжи, например, Praia Formosa.
Климат разнообразен: сухой на юге, прохладный в центральной части на высоте 1000 м над уровнем моря, и влажный на северо-востоке. Так же драматично разнообразна и природа: юг засушливый и покрыт травянистыми растениями, а центральная часть и северо-восток изобилуют кипарисами, эвкалиптами и соснами.

## История
Остров открыт португальским мореплавателем Диогу Афонсу 17 января 1462 г. в день святого Антония, в честь которого и был назван остров. Колонизация началась в 1548 г. В XIX веке для перевозки товаров были построены дороги, связывающие основные населённые пункты острова: Понта-ду-Сол, Рибейра-Гранде и Порту-Нову.

## Населённые пункты
- Жанела[англ.]
- Кокули[англ.]
- Монте-Тригу[англ.]
- Помбаш[англ.]
- Понта-ду-Сол[порт.]
- Порту-Нову[порт.]
- Рибейра-Гранде[порт.]
- Рибейра-да-Круш
- Рибейра-Фриа
- Таррафал
- Шан-да-Игрежа[порт.]
- Шан-да-Морте
- Шан-де-Байшу

## Административное деление

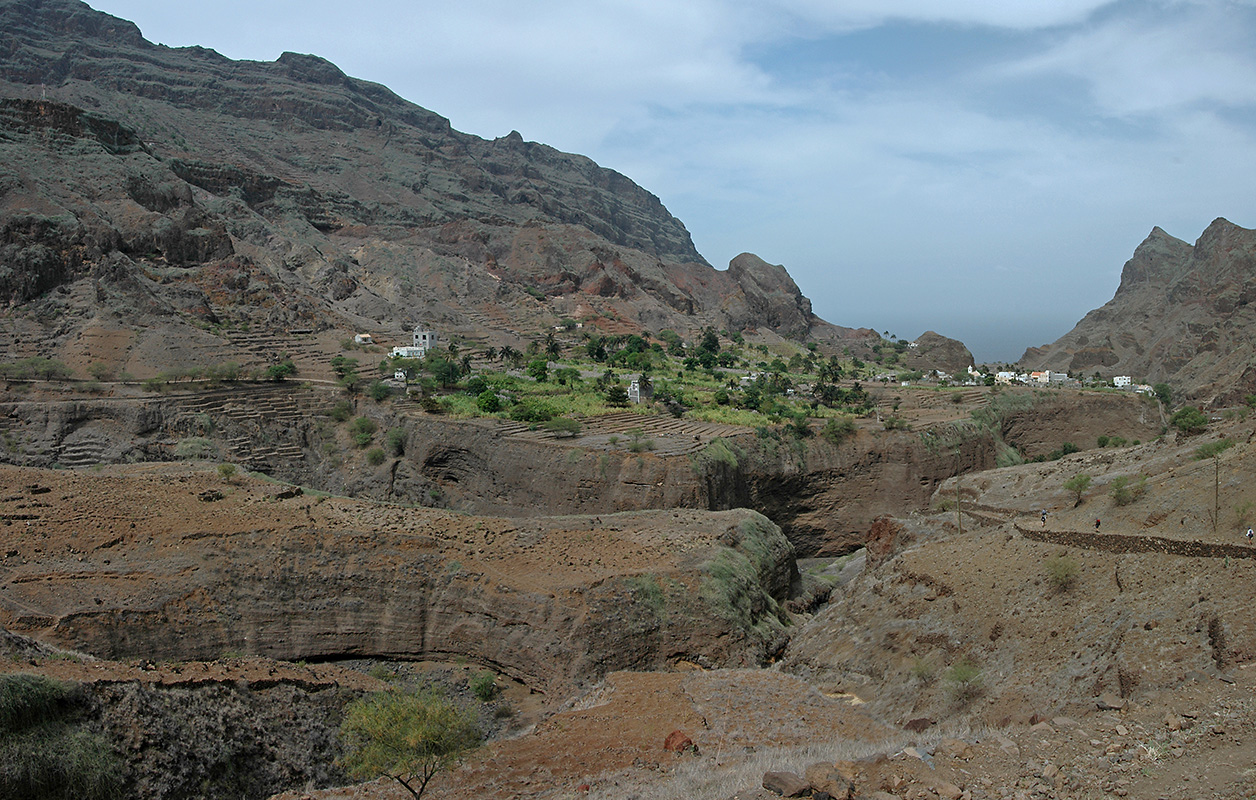
Вид на посёлок Chã da Igreja, о. Санту-Антан

Административно остров делится на 3 муниципалитета и 7 общин:
| Остров      | Муниципалитет  | Община                      |
| ----------- | -------------- | --------------------------- |
| Санту-Антан | Рибейра-Гранде | Носса-Сеньора-ду-Розариу    |
| Санту-Антан | Рибейра-Гранде | Носса-Сеньора-ду-Ливраменту |
| Санту-Антан | Рибейра-Гранде | Санту-Крусифишу             |
| Санту-Антан | Рибейра-Гранде | Сан-Педру-Апоштолу          |
| Санту-Антан | Паул           | Санту-Антониу-даш-Помбаш    |
| Санту-Антан | Порту-Нову     | Сан-Жуан-Батишта            |
| Санту-Антан | Порту-Нову     | Санту-Андре                 |

## Экономика
Остров богат сельскохозяйственными культурами: выращиваются сахарный тростник, маниока, бананы, хлебное дерево, манго и папайа, сахарная свекла, батат, кокосы, миндаль. Он также славится своими экзотическими алкогольными напитками «Пончи» (порт. Pontche) на основе грога с маркой Санту-Антан.
Большинство жителей припортовых городов Таррафала, Порту-Нову и Жанела занимаются рыбной ловлей.
Также на острове добывают пуццолан.
В Вале-де-Пол разрабатывается источник минеральной воды.
На Санту-Антан проложены современные автомобильные дороги, по которым легко добраться до любой населённой точки острова.

## Кухня
Местная кухня изысканна и разнообразна, её основными составляющими являются рыба, мясо и моллюски. Некоторые популярные блюда:
- «Caldo de camarão а moda da mama Bibi» — суп из моллюсков со специальными специями Che de Pedras;
- «Camarão em vinha de alhos» — блюдо из креветок, предварительно замоченных в вине;
- «Conserva de Camarão» и «Conserva de Carne de Porco» — рагу из консервированных креветок и свинины.

Большое количество десертов: кокосовые ватрушки, пудинги из маниоки и папайи, банановые и медовые пирожные, джем из батата, салаты из зелёного инжира, апельсинов, ананасов, бананов, кофейные крема и сливки, и т. д.
Известностью пользуются крепкие спиртные напитки на основе тростникового сахара «грог» и «пончи», настаиваемые на кофе, корице, листьях инжира, перечной мяте, апельсине, лайме, эвкалипте и др. Многие из них экспортируются.

## Спорт
На острове действуют центры дайвинга европейского уровня. Местные жители и туристы занимаются виндсерфингом и кайтсёрфингом. Строятся теннисные корты.